# بنك كينيا التجاري
بنك كينيا التجاري (اختصارًا KCB Plaza) هو بنكٌ يقع مبناه في نيروبي، عاصمة كينيا وأكبر مدنها. بدأ بناء المبنى في ديسمبر 2010 واكتمل المبنى في عام 2015.

## الموقع
يقع ناطحة السحاب في منطقة Upper Hill، على بعد حوالي 2.5 كيلومتر (2 ميل)، بالطريق البري، جنوب غرب منطقة الأعمال المركزية في نيروبي، عاصمة كينيا.
إحداثيات المبنى هي: 1° 18' 0.00"S، 36° 48' 48.00"E (خط العرض: -1.300000؛ خط الطول: 36.813333).

## ملخص
يحتوي KCB Plaza على واحد وعشرين طابقًا بمساحة تبلغ حوالي 171,800 قدم مربع (15,961 م2) من مساحات المكاتب القابلة للتأجير ومواقف سيارات كافية لحوالي أربعمائة وخمسين سيارة. بدأ البناء في ديسمبر 2010، وكان من المتوقع أن يستمر عامين. إلا أن التأخيرات المتكررة أدت تأخير بناء المبنى عن الموعد المحدد حتى اكتماله في يوليو 2015، أي ما يقارب 30 شهرًا.

## تكاليف البناء
المبنى مملوك لصندوق معاشات موظفي البنك التجاري الكيني، الذي تحمل تكلفة البناء البالغة 26 مليون دولار أمريكي (2.1 مليار شلن كيني). في أبريل 2012، أشارت تقارير صحفية كينية إلى زيادة المساحة المتاحة للتأجير داخل المبنى إلى 228,330 قدم مربع (21,213 م2). كان من المتوقع أن يكون مبنى KCB Plaza واحدًا من أطول ناطحات السحاب في نيروبي عند اكتماله.
كانت شركة وو يي الصينية المحدودة المقاول الرئيسي، بينما تولت شركة أروب مسؤولية التصميم البيئي. أما مجموعة بنك كينيا التجاري فهي المستأجر الرئيسي. زُوّد المبنى بألواح شمسية لتكملة طاقة الشبكة الوطنية، كما يتمتع بالقدرة على تجميع ومعالجة مياه الأمطار لاستخدامها في المبنى، وزُوّد أيضًا بإمكانية إعادة تدوير المياه، مما يُقلل من تكلفة تشغيل ناطحة السحاب.